# Eleni Tsaligopoulou
Eleni Tsaligopoulou (en griego Ελένη Τσαλιγοπούλου) es una cantante griega de música popular con una carrera de más de 30 años durante la que siempre ha mantenido una posición como una de las artistas discográficas con mayores ventas de su país.
Nació y vivió sus primeros años de juventud en Nausa (Emacia), Macedonia Central. 
Desde muy pequeña, comenzó a cantar junto a su hermano, quien también se dedica a la música. En 1985, recibió formación en canto clásico en Tesalónica. Durante ese mismo invierno, realizó su primera actuación profesional en "Omorfi Nychta", ocasión en la que conoció a Giorgos Zikas, compositor cuyas canciones formarían parte de su primer álbum como solista.
En 1987, Manos Hadjidakis la invitó a presentarse en "Sirios" como intérprete de Stamatis Spanoudakis, y ese verano participó en la gran gira de Giorgos Dalaras por Grecia, Europa y América.
En Atenas, desarrolló principalmente su carrera junto a Giorgos Dalaras. Al comienzo de su carrera, su voz tan particular hacía que frecuentemente la confundieran con Eleftheria Arvanitaki En 1989, colaboró con la Opisthodromiki Kompania y también con Nikos Xydakis; al año siguiente, lanzó el disco Κορίτσι και γυναίκα (Niña y Mujer), que tuvo un gran impacto y fue una de las producciones que impulsaron el denominado "arte contemporáneo", tal como se consolidó en la década de 1990.
Más adelante, compartió escenario y grabaciones con otras figuras destacadas de la música griega. Entre 1994 y 1995, actuó en "Harama" junto a Dimitra Galani, Alkinoos Ioannidis y Gerasimos Andreatos.
A finales de 1996, publicó el álbum  Αρζεντίνα (Argentina), seguido dos años después por Στην Εποχή Του Ονείρου (En la Era de los Sueños), que incluye grabaciones en vivo de sus presentaciones en Iera Odos. Entre 1998 y 1999, se presentó junto a Melina Kana en "13 φεγγάρια" (13 lunas). En 1999, modificó el estilo de sus composiciones y su nuevo disco incorporó marcados elementos de pop occidental, género que difundió mediante conciertos en todo el país y colaboraciones, como las realizadas con Dimitris Basis, Mode Plagal y, posteriormente en 2007, con Mikro.
En los años siguientes, trabajó junto a Yannis Kotsiras (2000), Nikos Portokaloglou y Giorgos Andreou (2001), y Manolis Lidakis (2002). Además, participó en la banda sonora de la película Το Κλάμα Βγήκε απ`τον Παράδεισο (El grito salió del cielo), de Reppas-Papathanasiou (2001). En 2004, formó parte de un homenaje a Vasilis Tsitsanis en la Sala de Conciertos de Atenas y, durante el verano, fue bailarina principal en la obra Ifigenia en Áulide del Teatro Municipal de Patras.
En 2005, realizó una gira de verano junto a Tania Tsanaklidou y, ese mismo año, en su álbum Αγαπημένο μου Ημερολόγιο (Mi querido diario), acompañada por Η Εστουδιαντίνα Νέας Ιωνίας (Estoudiantina Neas Ionias), interpretó canciones folclóricas tradicionales de distintas regiones de Grecia, manteniendo desde sus inicios una fuerte conexión e inspiración en la música popular y demótica.
En 2008, actuó con Andriana Babali y Giota Negka en "Apotheki tou Mylos" en Tesalónica, y también con Glykeria y el grupo Trifono en el "Teatro Polis".
Actualmente reside en Trakomakedones, Ática, y tiene un hijo llamado Argyris, que nació en 1981.

## Discografía
- 1986 —  Σώπα Κι Άκουσε  (Calla y Escucha)
- 1990 —  Κορίτσι Και Γυναίκα (Niña y Mujer)
- 1992 —  Μισό Φεγγάρι[5]  (Media Luna)
- 1993 —  Καθρέφτες  (Espejos)
- 1996 —  Αρζεντίνα  (Argentina)
- 1998 —  Στην Εποχή Του Ονείρου  (En la era de los sueños)
- 1999 —  Αλλάζει κάθε που βραδιάζει  (Cambia cada anochecer)
- 2000 —  Γλυκός πειρασμός (Dulce tentación)
- 2002 —  Τραγούδια για ένα Καλοκαίρι  (Canciones para un verano)
- 2003 — Χρώμα  (Color)
- 2005 — Αγαπημένο μου Ημερολόγιο  (Mi querido diario)
- 2005 — Κάθε τέλος και αρχή  (Cada principio y final)
- 2008 — Best Of - Σαν Ψέματα (Como mentiras)
- 2011 — Τα-Ρί-Ρα  (Tarira)